# Frank Wykoff
Frank Clifford Wykoff (Des Moines, 29 de outubro de 1909 – Altadena, 1 de janeiro de 1980) foi um atleta velocista e tricampeão olímpico norte-americano do revezamento 4x100 metros. Tem um lugar especial na história dos Jogos Olímpicos por ser o único atleta a ter três medalhas de ouro em revezamentos e todas elas com recordes mundiais.
Na seletiva americana para os Jogos de Amsterdã, disputada no Coliseum de Los Angeles, venceu os 100 m e os 200 m igualando o recorde olímpico das duas provas. Estreou em Amsterdã 1928 com um quarto lugar nos 100 m e um ouro no 4x100 m, junto com James Quinn, Charles Borah e Henry Russell, que igualou na final o recorde mundial vigente de 41s0. Em 1929 entrou para o Glendale Community College, na Califórnia, para ficar perto de seu técnico da Glendale High School onde estudava, Normal Hayhurst, por mais uma temporada de competições. Depois de quase morrer por causa de uma infecção na garganta, ele se recuperou o suficiente para igualar por quatro vezes seguidas o recorde mundial dos 100 m por Glendale naquele ano. Transferido para a Universidade do Sul da Califórnia, conquistou vários títulos amadores nas 100 jardas e em maio de 1930 quebrou o recorde mundial da distância com 9s4, sem bloco de largada para apoiar os pés, o que ainda não era permitido pelas regras,  tempo que repetiu um mês depois. Em 1931, fechou a prova do revezamento 4x100 m da equipe da USC que quebrou o recorde mundial com nova marca de 40s8.
Em Los Angeles 1932, o revezamento composto por Wykoff, Emmett Toppino, Hector Dyer e Bob Kiesel, quebrou duas vezes o recorde mundial, com 40s6 na eliminatória e 40s0 na final, deixando a equipe alemã nove metros atrás. Depois destes Jogos ele abandonou o atletismo e passou a trabalhar como professor de ensino básico na Califórnia. A possibilidade de participar de uma última Olimpíada e conquistar mais uma medalha foi mais forte e em 1936 ele deixou o magistério e voltou aos treinamentos e competições, classificando-se para novamente disputar o revezamento olímpico. Em Berlim 1936, Wykoff foi o último homem no 4x100 m americano que conquistou mais uma medalha de ouro com mais um recorde mundial, 39s8, ao lado de Ralph Metcalfe, Foy Draper e de uma lenda do atletismo olímpico, Jesse Owens.
Trabalhou para o sistema escolar do Condado de Los Angeles até se aposentar, em 1972. Morreu em 1980, aos 70 anos de idade.